# GE Aerospace
GE Aerospace est le principal fournisseur mondial de réacteurs d'avions et propose des moteurs pour la majorité des avions de transport civil. Elle a succédé à General Electric Aircraft Engines, GEAE (jusqu'en 2005) et à GE Aviation (jusqu'en 2022).
GE Aerospace est l'un des trois successeurs avec GE Healthcare et GE Vernova du géant américain General Electric, scindé en 2024. Après avoir été une branche de GE Infrastructure, puis directement une filiale de General Electric, elle est depuis le 2 avril 2024 une multinationale indépendante et cotée en bourse.
GE Aerospace se classait en 2023 au 25e rang mondial pour la production d'armement.

## Historique

### Identité visuelle

Logo de GE Aircraft Engines jusqu'en 2005.
Logo de GE Aviation jusqu'en 2023.
Logo de GE Aerospace depuis 2024.

## Liste des moteurs

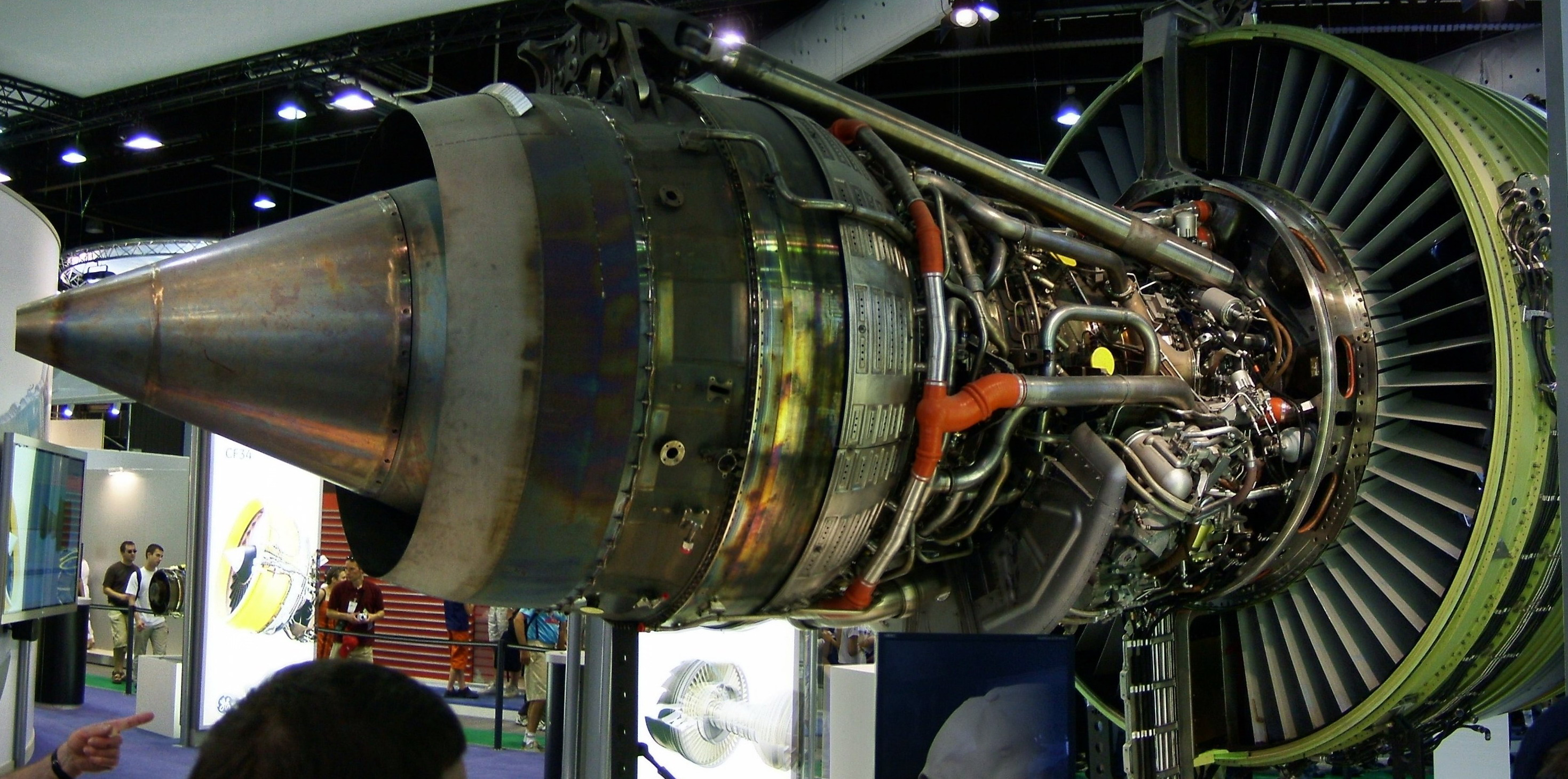
GE90-115B

### Avions civils
- Catalyst (2021)
  - Beechcraft Denali
  - Eurodrone
- CJ805 (1955)
  - Convair 880, Convair 990
- CJ610 (v. 1960)
  - Learjet 23, 24, 25, 28, 29 ; Hamburger Flugzeugbau HFB 320 Hansajet
- GE4 (1967)
  - Boeing 2707 (prototype)
- CF6 (1971)
  - McDonnell Douglas DC-10-10 (production finie) ; Airbus A300 (production finie) ; Boeing 747 Classic (production finie) ; McDonnell Douglas DC-10-15 (production finie) ; McDonnell Douglas DC-10-30 (production finie) ; Airbus A310 (production finie) ; Airbus A330 ; Boeing 747-400 (production finie) ; Boeing 767
- CFM56 (1978, avec Safran Aircraft Engines)
  - Boeing 737 ; Famille Airbus A320 ; Airbus A340 (production finie)
- CF34 (1982)
  - Bombardier CRJ-700, CRJ-900 et CRJ-1000 ; Embraer 170, 175, 190 et 195
- GE90 (1995)
  - Boeing 777
- GEnx[4] (2006) 
  - Boeing 747-8 ; Boeing 787
- GP7200 (2006 ; en coopération avec Pratt & Whitney)
  - Airbus A380
- HF120 (2009, avec Honda)
  - Honda HA-420 HondaJet
- LEAP (2014, avec Safran Aircraft Engines)
  - A320neo / A319neo / A321neo (1er vol de 25/01/2016) ; 737-7MAX / 737-8MAX / 737-9MAX (1er vol de 14/01/2017) ; Comac C919 (en service depuis 2022)
- Passport (2016)
  - Bombardier Global 7500

### Applications militaires
- F101
  - Rockwell B-1 Lancer
- F103 - Nom militaire du CF6
  - VC-25A Air Force One
  - C-5M Galaxy (Évolution du C-5)
  - E-4B
  - KC-10
  - E-10 MC2A
- F108 - Nom militaire du CFM56
  - E-3 Sentry (Royaume-Uni, France et Arabie saoudite)
  - KC-135R
- General Electric F110
  - F-14
  - F-15K
  - F-16 C/D
- F118
  - B-2 Spirit
  - U-2
- F136 (avec Rolls-Royce)
  - Lockheed Martin F-35
- F404:
  - Boeing F/A-18 Hornet
  - Boeing X-45C UCAV
  - Dassault Rafale (pendant le développement)
  - HAL Tejas
  - Israel Aircraft Industries Kfir-C2 Nammer
  - Grumman X-29
  - Lockheed F-117 Night Hawk
  - McDonnell-Douglas TA-4SU Skyhawk (Variante de la Republic of Singapore Air Force)
  - Northrop F-20 Tigershark
  - Rockwell/Messerschmitt-Bölkow-Blohm X-31
  - Saab JAS 39 Gripen
- F404/F414:
  - Boeing F/A-18E/F Super Hornet
  - EADS Mako HEAT
- I-A (1942)
- J31 (I-16) (1943)
- J33 (I-40) (1945)
- J35 (avec Allison)
- J47
- J79
  - A-5 Vigilante
  - F-104 Starfighter
  - B-58 Hustler
  - F-4 Phantom II
  - F-21 Kfir
- J85
  - T-38 Talon
  - F-5 Freedom Fighter
  - White Knight
- T58
  - CH-46 A/D/E/F
  - S-61
  - S-72
- T64
  - CH-53 C/D/E
  - MH-53E/J
- T700
  - AH-1W Supercobra
  - SH-2G Super Seasprite
  - Bell UH-1
  - SH-60 Seahawk
  - AH-64 Apache
  - EH101 Merlin/Comorant (aussi VH-71 Kestrel)
  - US101
  - NH90
- TF34
  - A-10 Thunderbolt
  - S-3 Viking
- TF39
  - C-5 Galaxy
- YJ93
  - XB-70 Valkyrie
  - XF-108 Rapier